# Carlos José Tissera
Carlos José Tissera (Río Cuarto, Argentina, 10 de setembro de 1951) é um clérigo católico romano argentino e Bispo de Quilmes.

## Biografia
Carlos José Tissera estudou filosofia no seminário de Córdoba e teologia na Pontifícia Universidade Católica da Argentina em Buenos Aires. Tissera foi ordenado sacerdote em 7 de abril de 1978 pelo Bispo de Río Cuarto, Moisés Julio Blanchoud.
Em 1978, tornou-se vice-pároco no Santuário de Señor de la Buena Muerte em Reducción, e em 1981 mudou-se para a paróquia de Adelia María. De 1983 a 1992, Tissera foi Superior e Espiritual no seminário de Rio Cuarto, e de 1992 a 2004 foi pároco da Igreja Catedral da Diocese de Villa de la Concepción del Río Cuarto.
O Papa João Paulo II o nomeou quarto bispo de São Francisco em 16 de novembro de 2004. Foi ordenado bispo em 6 de fevereiro de 2005 na Igreja de San Francisco Solan por Ramón Artemio Staffolani, Bispo de Río Cuarto; Os co-consagradores foram o arcebispo de Salta, Moisés Julio Blanchoud, e o bispo auxiliar de Buenos Aires, Mario Aurelio Poli.
Em 12 de outubro de 2011, o Papa Bento XVI o nomeou Bispo de Quilmes.
Em outubro de 2018, foi um dos três participantes da Argentina na Assembleia Geral Ordinária do Sínodo dos Bispos em Roma.
Na Conferência Episcopal Argentina foi membro da Comissão Episcopal de Ministérios e delegado suplente da Região Pastoral Central; foi também membro da Comissão Episcopal da Cáritas e delegado nacional da Pastoral Juvenil. Atualmente é presidente da Comissão Episcopal da Caritas Argentina (2017-2021; 2021-2024). Além disso, desde 17 de agosto de 2016, é copresidente do Movimento Ecumênico pelos Direitos Humanos (MEDH).
Em 2021, foi um dos líderes da Igreja Católica signatários de um apelo aos líderes mundiais reunidos para a cúpula do G20 para acabar com o uso de combustíveis fósseis.